# Willi Nix
Willi Nix (* 14. Januar 1906 in Solingen; † 27. September 1988) war ein deutscher angeblicher Arzt und katholisch-konservativer Gegner des Nationalsozialismus.

## Leben
Willy Nix wuchs bei seinem Großvater väterlicherseits auf und war nach Beendigung der Volksschule in der Landwirtschaft tätig. Die Zeit vom 16. bis zum 21. Lebensjahr verbrachte er in der Erziehungsanstalt Benninghof. Anschließend trat er in die KPD ein, für die er bis 1931 aktiv war. Nix fand dann Anschluss an katholisch-konservativ-rechte Kreise und konvertierte zum Katholizismus.
In der ersten Hälfte der 1930er Jahre war Willi Nix in Hamm als Journalist tätig.
Er wurde am 26. Juni 1935 von der Gestapo in Münster vernommen und war von 1935 bis 1937 im KZ Esterwegen inhaftiert.
Im Jahr 1937 emigrierte er in die Niederlande, später nach Österreich und beim Anschluss Österreichs nach Rom. Hier gab er sich als Arzt aus. Seit 1941 war Nix Hausarzt der Pallottiner und Addolorata-Schwestern in Rom. Da er 1940 vom Deutschen Reich ausgebürgert worden war, musste er sich bei der deutschen Besetzung Italiens im extraterritorialen Konvent der Addolorata-Schwestern verstecken. 1944 gehörte er neben dem Regisseur Karl B. Todd, dem Kunsthistoriker Wolfgang Fritz Volbach, dem Kirchenhistoriker Karl Werth, dem Priester Albert Münch (* 25. Februar 1905 in Mainz; † 1980), dem Volkswirt Ludwig Muckermann, dem Grafiker Rudolf Schott (* 1892 in Mainz), dem Buchhändler Heinrich Ohlenmacher (* 12. Oktober 1900), Lebensgefährte von Dinah Nelken, dem Journalisten und Literaturkritiker Erich Stock, dem Bildhauer Toni Fiedler (* 1899; † 1977) und dem Journalisten Anton Marstaller zu den Gründern der Deutschen Antinazistischen Vereinigung (DAV) in Rom. Einige Gründungsmitglieder waren längere Zeit im KZ Esterwegen und im KZ Sachsenhausen inhaftiert. Von 1944 bis 1946 leitete Nix das Zentralbüro für Deutsche in Italien, eine nicht offizielle Institution.
Bis Februar 1947 stellte das Zentralbüro für Deutsche in Italien Ausweise als Kennkarte aus.
1947 behauptete Vincent La Vista vom Counter Intelligence Corps in Rom in einem Bericht an das Außenministeriums der Vereinigten Staaten, bei Willi Nix handele es sich um einen bekannten Nazi-Schmuggler, der mit dem Wohlwollen des Vatikans gehandelt habe, er sei in den Vatikan mit den italienischen Behörden auf den Fersen geflohen. Nix stellte 1984 nicht in Abrede, dass seine Organisation in den Nachkriegsjahren als Anlaufstelle für „Flüchtlinge jeder Rasse und Religion“ fungierte, die in Rom neue Ausweispapiere brauchten. Selbst die Alliierten hätten „lastwagenweise“ Flüchtlinge zur DAV gekarrt.
Im Archiv des Instituts für Zeitgeschichte befindet sich ein Bestand von Dokumenten von und zu Willi Nix, der bis 2018 gesperrt war.

## Veröffentlichungen
- Die erste Tat. Die nationale Regierung verhindert die Stillegung der Zeche Sachsen. Hamm 1933
- Verfall der Hochschulen im Dritten Reich. In: Deutsche Zukunft 1 (1934) Nr. 3 vom 4. August 1934, S. 6
- Jugend in Revolution. In: Deutsche Zukunft 1 (1934) Nr. 8 vom 8. September 1934, S. 2
- Der Arbeitsdienst als Weg zur neuen Volksgemeinschaft und zur neuen Hochschule. In: Westdeutsche Akademische Rundschau 4, 1934, Nr. 1, S. 5–6
- Eredità e destino. In: La difesa della razza 3, Nr. 13, 5. Mai 1940, S. 14–16. Notizie